# Footlights

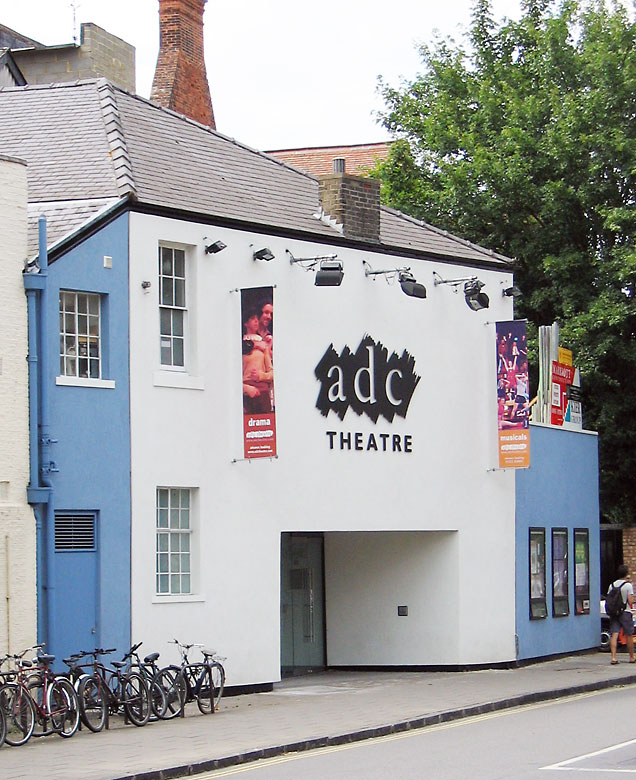
ADC Theatre, sede do Footlights

O Cambridge University Footlights Dramatic Club (Clube de Teatro Footlights da Universidade de Cambridge) conhecido simplesmente como Footlights, é um clube de teatro amador da Universidade de Cambridge fundado em 1883. O clube é gerido por estudantes da universidade.

## História
Apesar da longa história do clube, cujo primeiro espetáculo foi apresentado em junho de 1883, o Footlights começou a ganhar notoriedade junto do grande público na década de 1960 como o local onde alguns dos maiores comediantes da altura começaram a atuar. O grupo já tinha a tradição de atuar todos os anos no Festival Fringe em Edimburgo, mas tornou-se ainda mais conhecido quando a revista Beyond the Fringe cujo elenco era constituído em metade por ex-membros do Footlights, teve um grande sucesso por todo o Reino Unido e nos Estados Unidos. O espetáculo foi apresentado no West End de Londres, na Nova Zelândia e na Broadway em Nova Iorque, onde chegou ao The Ed Sullivan Show e foi alvo de uma reportagem da revista Time.
Ao longo da década de 1960, os membros do Footlights começaram a dominar a comédia britânica e criaram programas como Not Only... But Also, I'm Sorry, I'll Read That Again, At Last the 1948 Show e That Was the Week That Was. O Footlights ajudou ainda a criar grupos de comédia como os Monty Python e os The Goodies.
Na década de 1980, o Footlights reforçou o seu papel central na comédia britânica com a revista de 1981 que teve no seu elenco atores como Emma Thompson, Hugh Laurie, Stephen Fry, Tony Slattery, Penny Dwyer e Paul Shearer e venceu o Prémio Perrier do Festival Fringe na sua primeira edição. Muitos dos seus ex-membros venceram Óscares, BAFTAS e outros prémios de prestígio e tiveram um grande sucesso na indústria do entretenimento.

## Atividades
Durante o tempo de aulas, o Footlights produz os Smokers, espetáculos bastante populares que misturam sketches de comédia com stand-up no ADC Theatre. O clube apresenta ainda peças, pantomimas e sketches e pelo menos uma revista, normalmente na primavera. Quando não há aulas, o grupo costuma partir em digressões internacionais, apresentar material no West End de Londres e nos Estados Unidos. Em 2015, a digressão internacional do Footlights incluiu paragens em Paris, Edimburgo, Canadá, Estados Unidos e Ilhas Caimão.

## Presidentes
O líder eleito do Cambridge University Footlights Dramatic Club é conhecido como o presidente, que recebe a ajuda de um vice-presidente, de um tesoureiro, de um arquivista e de vários outros membros de um comité.
Alguns dos antigos presidentes mais conhecidos do clube incluem:
- Peter Cook (Beyond the Fringe, Pete and Dud, Not Only... But Also)
- Tim Brooke-Taylor (The Goodies, I'm Sorry, I'll Read That Again, I'm Sorry I Haven't a Clue)
- Graeme Garden (The Goodies, I'm Sorry, I'll Read That Again and I'm Sorry I Haven't a Clue)
- Eric Idle (dos Monty Python)
- Clive James (Criador de Cultural Amnesia e Unreliable Memoirs)
- Clive Anderson ( Whose Line Is It Anyway?)
- Hugh Laurie (Fry and Laurie, Jeeves and Wooster, House)
- Tony Slattery (Whose Line Is It Anyway?)
- Sue Perkins (The Great British Bake Off, Mel and Sue)
- David Mitchell (That Mitchell and Webb Look , Peep Show)
- Richard Ayoade (Garth Marenghi's Darkplace, The IT Crowd)
- Simon Bird (The Inbetweeners, Friday Night Dinner)